# Písečnice

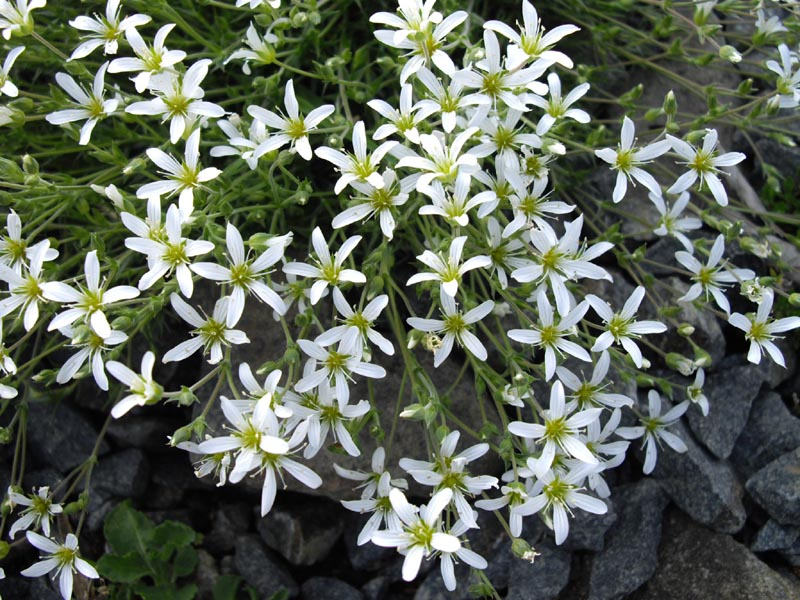
Květy písečnice velkokvěté (Arenaria grandiflora)

Písečnice (Arenaria) je rod nízkých, skromných bylin z čeledě hvozdíkovitých, kde je zařazena do podčeledě Alsinoideae.

## Rozšíření
Písečnice je rozšířena v celé Evropě (mimo polárních oblastí), v Severní a Střední Americe, v pásu Kordiller v Jižní Americe, na severu a východě Afriky, v celém mírném pásu Asie, v jižní Austrálii i na Novém Zélandu.

## Popis
Jsou to rostliny jednoleté, dvouleté nebo vytrvalé. Lodyhy, většinou tenké a široce vidličnatě větvené, jsou poléhavé nebo vzpřímené, nebývají vyšší než 10 až 30 cm. Protisměrně vyrůstající listy jsou vejčité až kopinaté, okraje mají celistvé, jsou dost variabilní. Spodní listy mívají krátké řapíky, horní jsou přisedlé.
Květy jsou malé, bisexuální, vyrůstají na stopkách v terminálním vrcholíkovém květenství. jsou pravidelné, tetracyklické nebo tricyklické. Kalich je tvořen 4 nebo 5 volnými lístky s bílými okraji, někdy bývají roztřepené. Koruna, pokud nechybí, má 5 celistvých lístků. Tyčinek s krátkými nitkam je většinou 10, patyčinky chybí. Čnělky jsou obvykle 3. Gyneceum je vytvořeno 3 plodolisty, semeník je jednopouzdrý. U květů neprodukující nektar probíhá převážně anemogamické samoopylení.
Tobolky jsou široce vejčité nebo elipsoidní až cylindrické, pukající. V tobolce bývá 1 až 15 šedých nebo načernalých malých semen. Rozkošatěná rostlina za rok vytvoří i několik tisíc semínek rozptylovaných větrem po okolí.

## Význam
Rostliny rodu písečnice nemají mnoho hospodářského významu, některé z nich jsou považovány za plevelné rostliny, ale jejich škodlivost je minimální. Pro svůj způsob růstu a rozmnožování jsou leckteré řazeny k efeméram.
V bylinkářství se mnohých písečnic používá pro mírnění kašle, snižování horečky, čistění krve, léčbě úplavice a při akutních a chronických zánětech močového měchýře.

## Taxonomie
Taxonomie rodu písečnice je velice složitá a v současnosti je v „rekonstrukci“. Některé druhy jsou přeřazovány do jiných rodů, jiné slučovány, jsou vytvářeny skupiny příbuzných druhů – podrody. Například uvádí, že rod obsahuje více než 300 druhů a jen 135 druhů.
V České republice se rozlišují 2 až 4 druhy písečnice:
Podle jsou to tyto 4 druhy:
- písečnice douškolistá (Arenaria serpyllifolia) L.
- písečnice velkokvětá (Arenaria grandiflora) L.
- písečnice rozkladitá (Arenaria martrinii) Tzvelev
- písečnice tenkovětvá (Arenaria leptoclados) (Rchb.) Guss.

Podle
je písečnice douškolistá považována za souborný taxon Arenaria serpyllifolia agg. a písečnice rozkladitá i písečnice tenkovětvá jsou drobné taxony z jejího okruhu vyžadující si další studium.